# Cayo Servilio Estructo Ahala
Cayo o Gayo Servilio Estructo Ahala  (m. 478 a. C.) fue un político y militar romano del siglo V a. C. perteneciente a la gens Servilia.

## Familia
Servilio fue miembro de los Servilios Estructos, una de las más antiguas familias patricias de la gens Servilia. Su segundo cognomen lo relaciona con los Servilios Ahalas. Fue probablemente hijo de Publio Servilio Prisco Estructo, hermano de Espurio Servilio Estructo y padre del magister equitum Cayo Servilio Ahala.

## Carrera pública
Fue elegido cónsul en el año 478 a. C. Recibió el encargo de dirigir la guerra contra los volscos que le opusieron gran resistencia, por lo que tuvo que mantenerse en su campamento y limitarse a incursiones y escaramuzas. Murió durante el ejercicio de su cargo y fue sustituido por Ópiter Verginio Tricosto Esquilino.